# Affaire Françoise Chabé
 (mars 2023).
La mise en forme du texte ne suit pas les recommandations de Wikipédia : il faut le « wikifier ».
Les points d'amélioration suivants sont les cas les plus fréquents. Le détail des points à revoir est peut-être précisé sur la page de discussion.
- Les titres sont pré-formatés par le logiciel. Ils ne sont ni en capitales, ni en gras.
- Le texte ne doit pas être écrit en capitales (les noms de famille non plus), ni en gras, ni en italique, ni en « petit »…
- Le gras n'est utilisé que pour surligner le titre de l'article dans l'introduction, une seule fois.
- L'italique est rarement utilisé : mots en langue étrangère, titres d'œuvres, noms de bateaux, etc.
- Les citations ne sont pas en italique mais en corps de texte normal. Elles sont entourées par des guillemets français : « et ».
- Les listes à puces sont à éviter, des paragraphes rédigés étant largement préférés. Les tableaux sont à réserver à la présentation de données structurées (résultats, etc.).
- Les appels de note de bas de page (petits chiffres en exposant, introduits par l'outil «  Source ») sont à placer entre la fin de phrase et le point final[comme ça].
- Les liens internes (vers d'autres articles de Wikipédia) sont à choisir avec parcimonie. Créez des liens vers des articles approfondissant le sujet. Les termes génériques sans rapport avec le sujet sont à éviter, ainsi que les répétitions de liens vers un même terme.
- Les liens externes sont à placer uniquement dans une section « Liens externes », à la fin de l'article. Ces liens sont à choisir avec parcimonie suivant les règles définies. Si un lien sert de source à l'article, son insertion dans le texte est à faire par les notes de bas de page.
- La présentation des références doit suivre les conventions bibliographiques. Il est recommandé d'utiliser les modèles {{Ouvrage}}, {{Chapitre}}, {{Article}}, {{Lien web}} et/ou {{Bibliographie}}. Le mode d'édition visuel peut mettre en forme automatiquement les références.
- Insérer une infobox (cadre d'informations à droite) n'est pas obligatoire pour parachever la mise en page.

Pour une aide détaillée, merci de consulter Aide:Wikification.
Si vous pensez que ces points ont été résolus, vous pouvez retirer ce bandeau et améliorer la mise en forme d'un autre article.
L'affaire Chabé est une affaire criminelle française dans laquelle Françoise Chabé a été étranglée chez elle, le 26 février 2005 à Humbercourt dans la Somme.

## Biographies
Ludovic Chabé est pompier militaire à la caserne de la BSPP de Montreuil. Ses supérieurs le jugent exemplaire.
Françoise Chabé est née en 1980. Elle est généralement souriante et d'humeur gaie. Elle est secrétaire chez un grossiste en produits agricoles, à Beaumetz-lès-Loges. Son collègue commercial, Stéphane Q. était son amant.

## Faits et enquête
Le 2 février 2005, Stéphane Q. téléphone pendant 17 minutes à Françoise Chabé pour lui annoncer qu'il met fin à leur relation, car il vient d'avoir la confirmation que son épouse est enceinte de leur deuxième enfant.
À partir du début de février 2005, l'entourage de Françoise remarque que son comportement change, elle est anxieuse et fatiguée. Françoise déclare à une collègue que « maintenant, ce ne sera plus jamais comme avant ».
Le 26 février 2005, Françoise, 24 ans, est étranglée avec un foulard, chez elle à Humbercourt.
Ludovic part de la caserne après une garde de 48 heures. Il passe au péage. Il déverrouille la porte d'entrée et rentre chez lui. Il découvre Françoise allongée sur le sol du salon et panique. Françoise porte encore ses boules Quies. Ludovic l'allonge sur le dos. Il ne lui pratique pas les gestes de secours qu'il connait pourtant très bien grâce à son métier. À 10 h 4, il téléphone aux pompiers. À 10 h 15, les pompiers arrivent.
Les pompiers, premiers intervenants, trouvent un mégot de cigarette traînant au sol et le jettent à la poubelle. Du sperme est prélevé dans le vagin de Françoise. Mais il n'est pas conservé convenablement. Il ne pourra pas être analysé.
Le médecin légiste établit que Françoise est morte par strangulation. Elle ne porte pas de trace de défense.
La maison n'est pas mise sous scellés. Le 27 février 2005, la famille de Françoise vient nettoyer la maison.
Les enquêteurs abandonnent vite la piste d'un rôdeur et soupçonnent Ludovic.
Une voisine déclare avoir vu Françoise vivante, de sa fenêtre, entre 9 heure et 9 h 30, puis à 9 h 30 avoir vu Ludovic arriver chez lui.
Ludovic consulte des sites internet de rencontre. Il a une aventure passagère avec une collègue.
Ludovic est mis en garde à vue. Il clame qu'il est innocent. Les enquêteurs convoquent sa mère et sa sœur et font en sorte que Ludovic, dans un autre bureau, puisse les apercevoir pendant qu'elles sont interrogées.
Le 3 mai 2005, Ludovic, épuisé, fini par avouer avoir tué Françoise accidentellement, lors d'un jeu. Ce jeu est le suivant : Françoise est debout, Ludovic est debout derrière elle. Il écarte les bras, les rabat vivement devant lui, claquant ses paumes l'une sur l'autre, au niveau de la tête de Françoise. Françoise doit se baisser pour éviter que sa tête se retrouve claqué entre les mains de Ludovic.
Françoise ne s'est pas baissée assez vite et a été assommée.
Ludovic revient sur ses aveux. Il déclare que le juge d'instruction n'a instruit qu'à charge. Les enquêteurs ont fait pression sur lui, pour lui extorquer ses aveux, en lui disant que s'il n'avoue pas, ce sera sa mère qui sera accusée du meurtre.
Le 7 mars 2006, Ludovic Chabé est remis en liberté, sous contrôle judiciaire.

## Procès
Le 10 juin 2013, le procès de Ludovic Chabé débute à la cour d'assises de la Somme à Amiens. Sa défense est assurée par Philippe Valent. Alexandra Bodereau est l'avocat des parties civiles.
Le 12 juin 2013, Ludovic Chabé est condamné à douze ans de réclusion criminelle. Il fait appel de cette décision.
Le 29 mai 2015, le procès en appel de Ludovic Chabé débute à la cour d'assises de l'Oise à Beauvais. Le 5 juin 2015, Ludovic Chabé est acquitté,,.

### Articles de presse
- « Somme : accusé du meurtre de sa femme, le pompier crie son innocence » Article publié le 9 juin 2013 dans Le Parisien.
- « Deux suspects, un crime et de nombreux mystères » Article de Clémentine Rebillat publié le 10 juin 2013 dans Paris Match.
- « Procès Chabé : le sale quart d'heure de l'amant » Article publié le 13 juin 2013 dans La Voix du Nord.
- « Les aiguilles du temps tournent pour Ludovic Chabé » Article publié le 2 juin 2015 dans Le Courrier picard.
- « Justice Procès Chabé : l’amant plie mais ne rompt pas » Article de Tony Poulain publié le 3 juin 2015 dans Le Courrier picard.

### Documentaires télévisés
- « Le pompier, l'amant et la secrétaire » le 15 et 29 juin 2012, 25 janvier, 9 et 17 février 2013 dans Suspect n° 1 sur TMC.
- « Affaire Chabé : le pompier, l'amant et la secrétaire ? » (premier reportage) le 29 mars, 5, 13 et 23 avril, 6, 13 et 21 septembre, 1er octobre 2014, 28 mars et 9 avril 2015, 16 et 30 janvier et 7 février, 8 octobre 2016, 6, 20 et 28 mai 2017  dans Chroniques criminelles sur NT1.
- « Affaire Ludovic Chabé : le pompier suspect idéal ? » le 14 septembre 2016 dans Enquêtes criminelles : le magazine des faits divers sur W9.
- « Un couple presque parfait » le 8 avril 2018 dans Faites entrer l'accusé présenté par Frédérique Lantieri sur France 2, rediffusé le 11 janvier 2020, le 13 mars 2022 et le 5 janvier 2025 sur RMC Story. Rediffusé le 08 juin 2022 sur Planète +
- « L'énigme d'Humbercourt » dans Face au crime sur Numéro 23.
- « L'affaire Françoise Chabé » dans Non élucidé : L'enquête continue sur RMC Story.

### Émission radiophonique
- « Le mystère de la mort de Françoise Chabé » le 11 juin 2015 dans L'Heure du crime de Jacques Pradel sur RTL.